# Lijst van directeuren-generaal Rijkswaterstaat
De directeur-generaal Rijkswaterstaat, afgekort tot DG RWS, staat sinds 1930 aan het hoofd van de Rijkswaterstaat, een agentschap van het Nederlandse ministerie van Infrastructuur en Waterstaat en de voorgangers daarvan.
In de geschiedenis van de Rijkswaterstaat is de hoogste leiding vooral in de 19e en de 20e eeuw een discussiepunt geweest. Krachtige leiding aan het hoofd van de organisatie werd nogal eens door de politiek gecorrigeerd met het onvervuld laten van de post of zelfs het opheffen daarvan. Een aantal jaren later werd dan een nieuwe functie bedacht aan de top en herhaalde de geschiedenis zich.

## Hoogste leiding van de Rijkswaterstaat sinds 1798
Sinds 24 mei 1798 hebben onderstaande personen op het hoogste niveau leiding aan de Rijkswaterstaat gegeven. Sedert 1930 is de hoogste leiding een directeur-generaal. Daarvoor werden andere functieaanduidingen gebruikt of bleef de hoogste leiding bewust onvervuld.
| vanaf 1930 heet de functie directeur-generaal | | |                                               |
| van                                           | tot | directeur-generaal |                                               |
| 1 januari 2024                                | | M.H. (Martin) Wijnen |                                               |
| 15 mei 2017                                   | 1 januari 2024 | drs. M.C.A. (Michèle) Blom |                                               |
| 1 febr 2010                                   | 15 mei 2017 | mr.ing. J.H. (Jan Hendrik) Dronkers |                                               |
| 1 jul 2003                                    | 1 jan 2010 | ir. L.H. (Bert) Keijts |                                               |
| 1 jan 1999                                    | 1 dec 2002 | ir. H. (Harry) Prins |                                               |
| 1 jan 1989                                    | 1 jan 1999 | dr.ir. G. (Gerrit) Blom |                                               |
| 1 mei 1981                                    | 1 jan 1989 | ir. J. (Co) van Dixhoorn |                                               |
| 1 mei 1974                                    | † 21 apr 1981 | ir. J.W. (Hans) Tops |                                               |
| 1 nov 1961                                    | 1 mei 1974 | ir. J. van de Kerk |                                               |
| 1 mrt 1951                                    | 1 nov 1961 | ir. A.G. Maris |                                               |
| 1 okt 1945                                    | 1 febr 1951 | ir. W.J.H. Harmsen |                                               |
| 1 mrt 1940                                    | 1 okt 1945 | dr.ir. L.R. Wentholt |                                               |
| 11 aug 1943                                   | Wentholt werd door de bezetter wegens 'verzaken van ambtsplichten' ontslagen en later geïnterneerd. Hij hervatte na de oorlog (vanaf 1 aug 1945) kort zijn werkzaamheden. Waarnemers waren: | Wentholt werd door de bezetter wegens 'verzaken van ambtsplichten' ontslagen en later geïnterneerd. Hij hervatte na de oorlog (vanaf 1 aug 1945) kort zijn werkzaamheden. Waarnemers waren: |                                               |
|                                               | 25 nov 1943 | ir. C.T.C. Heijning (werd ook ontslagen en geïnterneerd) |                                               |
|                                               | 1 aug 1945 | ir. W.H. Brinkhorst |                                               |
| 1 dec 1935                                    | 1 mrt 1940 | ir. J.P. van Vlissingen |                                               |
| 1 apr 1930                                    | 1 dec 1935 | dr.ir. J.A. Ringers |                                               |
|                                               | 1 apr 1930 | geen centrale leiding van de Rijkswaterstaat | geen centrale leiding van de Rijkswaterstaat  |
| van                                           | tot | hoofdinspecteur-generaal |                                               |
| 1 mei 1914                                    | de functie hoofdinspecteur-generaal opgeheven | de functie hoofdinspecteur-generaal opgeheven |                                               |
| 1 okt 1912                                    | 1 mei 1914 | ir. E.R. van Nes van Meerkerk |                                               |
| 1 apr 1911                                    | 1 okt 1912 | ir. P.H. Kemper |                                               |
| 1 aug 1908                                    | 1 apr 1911 | ir. J.W. Welcker |                                               |
| 1 nov 1906                                    | 1 aug 1908 | ir. R.O. van Manen |                                               |
| 1 jul 1903                                    | 1 nov 1906 | ir. W.F. Leemans |                                               |
| 1 jul 1903                                    | de functie hoofdinspecteur wordt opgewaardeerd tot hoofdinspecteur-generaal | de functie hoofdinspecteur wordt opgewaardeerd tot hoofdinspecteur-generaal |                                               |
| van                                           | tot | hoofdinspecteur |                                               |
|                                               | | van (aanvankelijk) 's Rijks Waterstaat, later: Rijkswaterstaat |                                               |
| 1 okt 1900                                    | 1 jul 1903 | ir. W.F. Leemans |                                               |
| 1 nov 1894                                    | 1 okt 1900 | ir. J.M.F. Wellan |                                               |
| 1 jan 1892                                    | 1 nov 1894 | ir. G. van Diesen |                                               |
| 1 apr 1881                                    | 1 okt 1891 | P. Caland |                                               |
| 1 febr 1870                                   | 1 apr 1881 | vacant |                                               |
| 1 mei 1866                                    | † 1 febr 1870 | F.W. Conrad |                                               |
| 26 jan 1864                                   | 1 mei 1866 | vacant |                                               |
| 1 jan 1858                                    | † 26 jan 1864 | L.J.A. van der Kun |                                               |
|                                               | 1 jan 1858 | geen centrale leiding van 's Rijks Waterstaat | geen centrale leiding van 's Rijks Waterstaat |
| van                                           | tot | inspecteur-generaal |                                               |
|                                               | | van het Corps Ingenieurs van de Waterstaat en der Publieke Werken |                                               |
| 3 nov 1848                                    | de functie inspecteur-generaal opgeheven | de functie inspecteur-generaal opgeheven |                                               |
| 2 jun 1829                                    | 3 nov 1848 | vacant |                                               |
| 1 jan 1827                                    | † 2 jun 1829 | A.F. Goudriaan |                                               |
| 26 mrt 1826                                   | 1 jan 1827 | J. Blanken en A.F. Goudriaan |                                               |
| 28 sept 1823                                  | 26 mrt 1826 | J. Blanken |                                               |
| dec 1813                                      | 28 sept 1823 | J. Blanken en A.F. Goudriaan |                                               |
|                                               | | van de 16e Inspectie van de "Service des Ponts et Chausées de France" |                                               |
| 1 april 1811                                  | dec 1813 | J. Blanken en A.F. Goudriaan |                                               |
|                                               | | van de Waterstaat in het Koninkrijk Holland |                                               |
| 30 mrt 1808                                   | 1 april 1811 | J. Blanken en A.F. Goudriaan |                                               |
| 1 febr 1807                                   | † 6 febr 1808 | F.W. Conrad |                                               |
| van                                           | tot | directeur-generaal van de Nationale Rivier- en Zeewerken |                                               |
| 16 mei 1805                                   | 1 febr 1807 | vacant |                                               |
| 10 okt 1803                                   | † 16 mei 1805 | C. Brunings |                                               |
| van                                           | tot | eerste commissaris-inspecteur |                                               |
| 26 juli 1800                                  | 10 okt 1803 | C. Brunings |                                               |
| van                                           | tot | president ter behering der zeeweringen, zeedijken en de waterstaat der Bataafse Republiek                                                                                                   |                                               |
| 24 mei 1798                                   | 26 juli 1800 | C. Brunings |                                               |
| 24 mei 1798                                   | vaststelling Plan tot behering der zeeweringen, zeedijken en de waterstaat = "geboorte Rijkswaterstaat"                                                                                     | vaststelling Plan tot behering der zeeweringen, zeedijken en de waterstaat = "geboorte Rijkswaterstaat"                                                                                     |                                               |
| 11 april 1798                                 | 24 mei 1798 | C. Brunings |                                               |